# Friede von Brétigny

1365: Frankreich der Verträge, traités de Brétigny et de Guérande.
- rot Territorien kontrolliert durch Eduard III. von England vor dem Traité de Brétigny
- rosa im Traité de Brétigny von Frankreich an Eduard III. abgetreten
- weiß Territorien des Herzogtums Bretagne, als Verbündete der Engländer
- blau Territorien des Königreichs Frankreich

Der Friede von Brétigny (französisch traités de Brétigny et de Guérande) ist ein am 8. Mai 1360 geschlossener Vertrag zwischen dem französischen König Johann II. und Eduard III. von England.
Der in dem französischen Dorf Brétigny bei Chartres (heute Weiler von Sours im Département Eure-et-Loir) ausgehandelte Vertrag beendete die erste Phase des Hundertjährigen Krieges zwischen Frankreich und England. Am 24. Oktober 1360 wurde der Vertrag in Calais ratifiziert und wird daher gelegentlich auch als „Friede von Calais“ bezeichnet.

## Hintergrund
England hatte im September 1356 die Franzosen in der Schlacht bei Maupertuis südlich Poitiers geschlagen und den französischen König Johann II. gefangen genommen. Die Franzosen baten daraufhin um Friedensverhandlungen, welche die Engländer annahmen.

## Vertragsbestimmungen
Johann II. sollte gegen Zahlung eines Lösegeldes freigelassen werden. Der englische König Eduard III. erhielt die Gascogne, das Limousin, Calais und weitere Gebiete im Norden und Westen Frankreichs, die französische Seite verzichtete auf die Souveränität über diese Gebiete. Im Gegenzug verzichtete Eduard III. auf seinen Anspruch auf den französischen Thron.
Da aber beide Seiten ihre Verzichtserklärungen nicht bestätigten, brach im Jahr 1369 der Krieg trotz der Kriegsmüdigkeit beider Parteien von neuem aus.